# Bisoprolol
Bisoprolol este un medicament folosit în tratamentul bolilor cardiovasculare, protejând inima. Face parte din categoria beta-blocantelor și este folosit, mai specific, în tratamentul anginei pectorale, hipertensiunii arteriale și insuficienței cardiace. Modul de administrare este oral.
Bisoprolol a fost patentat în anul 1976 și a fost aprobat pentru utilizare în 1986. Se află pe lista de medicamente esențiale realizată de Organizația Mondială a Sănătății. Bisoprolol este administrat sub formă de medicament generic.

## Utilizări medicale
Bisoprolol este benefic în tratamentul hipertensiunii arteriale și insuficienței cardiace congestive. Poate fi administrat pentru profilaxia infarctului miocardic.

## Reacții adverse
Printre reacțiile adverse frecvente se numără dureri de cap, oboseală, diaree și amețeală. Supradoza de bisoprolol poate duce la hipotensiune, hipoglicemie, bronhospasme, bradicardie, senzație de leșin și amețeală. Bronhospasmele apar datorită blocării receptorilor β2 din plămâni, iar hipoglicemia apare datorită blocării receptorilor β2 din ficat, care are ca efect scăderea stimulării glicogenolizei și gluconeogenezei.